# Mijo Filipović
Mijo Filipović pl. Freudenberški (31. srpnja 1869. – 14. travnja 1948.) bio je diplomirani inženjer, vodoprivredni inženjer, filatelist. Osnovao je zoološki vrt grada Zagreba, kao i druge javne ustanove.
Rođen je u Slavonskom Brodu, gdje je završio pučku školu. Gimnaziju pohađa u Vinkovcima do 1886. godine, a završava ju u Požegi. Na vojno tehničkoj akademiji je studirao inženjerski vodoprivredni smjer. Nakon završenog fakulteta službuje u austrougarskoj vojsci da bi nakon toga radio u civilnoj službi kod Zemaljske vlade u Zagrebu. S Brođaninom, zagrebačkim gradonačelnikom Milanom Emilom Amrušem organizira Zagrebački zbor, sadašnji Velesajam. 
Mobiliziran je u Prvom svjetskom ratu, te je bio zapovjednik rječne flote na Visli i Bugi. U Staroj Jugoslaviji postaje pomoćnik ravnatelja Direkcije za rječno brodarstvo u Beogradu. Umirovljen je 1923. i vraća se u Zagreb. U to doba nagovara tadašnjeg zagrebačkog gradonačelnika Vjekoslava Heinzela na osnivanje zoološkog vrta u Zagrebu. Heinzel mu povjerava uređenje dijela Maksimirske šume u zoo park. 
27. lipnja 1925. utemeljio je Zoološki vrtić. U početku je ovaj zoološki vrt imao samo tri lisice i tri šumske sove. Narednih godina broj životinja narasta na 300, dok danas taj broj premašuje 1700 životinja. To je bio prvi zoološki vrt u jugoistočnoj Europi.
Mijo pl. Filipović je i osnivač Hrvatskog filatelističkog društva 1898. godine. Pisao je u brojnim časopisima i novinama. 
Umro je u Zagrebu 1948. u 79. godini života.